# Amphibamus
L'anfibamo (gen. Amphibamus Cope, 1865) è un genere estinto di anfibi, appartenente ai temnospondili.
Visse nel Carbonifero superiore (Moscoviano, circa 310 milioni di anni fa) e i suoi resti fossili sono stati ritrovati in Nordamerica ed Europa.

## Descrizione
Questo piccolo anfibio, lungo meno di venti centimetri, era dotato di una grossa testa fornita di grandi orbite, e di un corpo compatto e piuttosto corto. Le zampe sporgevano ai lati del corpo ed erano maggiormente sviluppate rispetto a quelle degli anfibi coevi. La coda era relativamente corta, mentre nella parte posteriore del cranio era presente una incisura otica, a indicare che probabilmente l'animale in vita era dotato di un timpano. Amphibamus è rappresentato da numerosi esemplari fossili, che vanno dagli stadi più giovanili (larve) con branchie esterne, a individui più maturi che hanno già compiuto la metamorfosi, in cui gran parte dello scheletro si è ossificato.
Anche se il carpo, il tarso e le estremità delle ossa delle zampe rimanevano cartilaginee, questa specie è notevole per quanto riguarda la rapidità nel raggiungere uno stadio adulto a una taglia molto piccola, con un cranio lungo meno di due centimetri.
La piccola taglia del cranio è enfatizzata dalle grandi orbite, che intersecavano ventralmente l'osso palatino, e dorsalmente quasi raggiungevano le ossa frontali. Le vacuità interpterigoidee, inoltre, erano molto ampie. L'osso quadrato, solitamente tra le ultime ossa ad ossificarsi negli anfibi arcaici, era pienamente formato, con un processo dorsale comparabile alla struttura che porta l'annulus timpanico nelle odierne rane. 

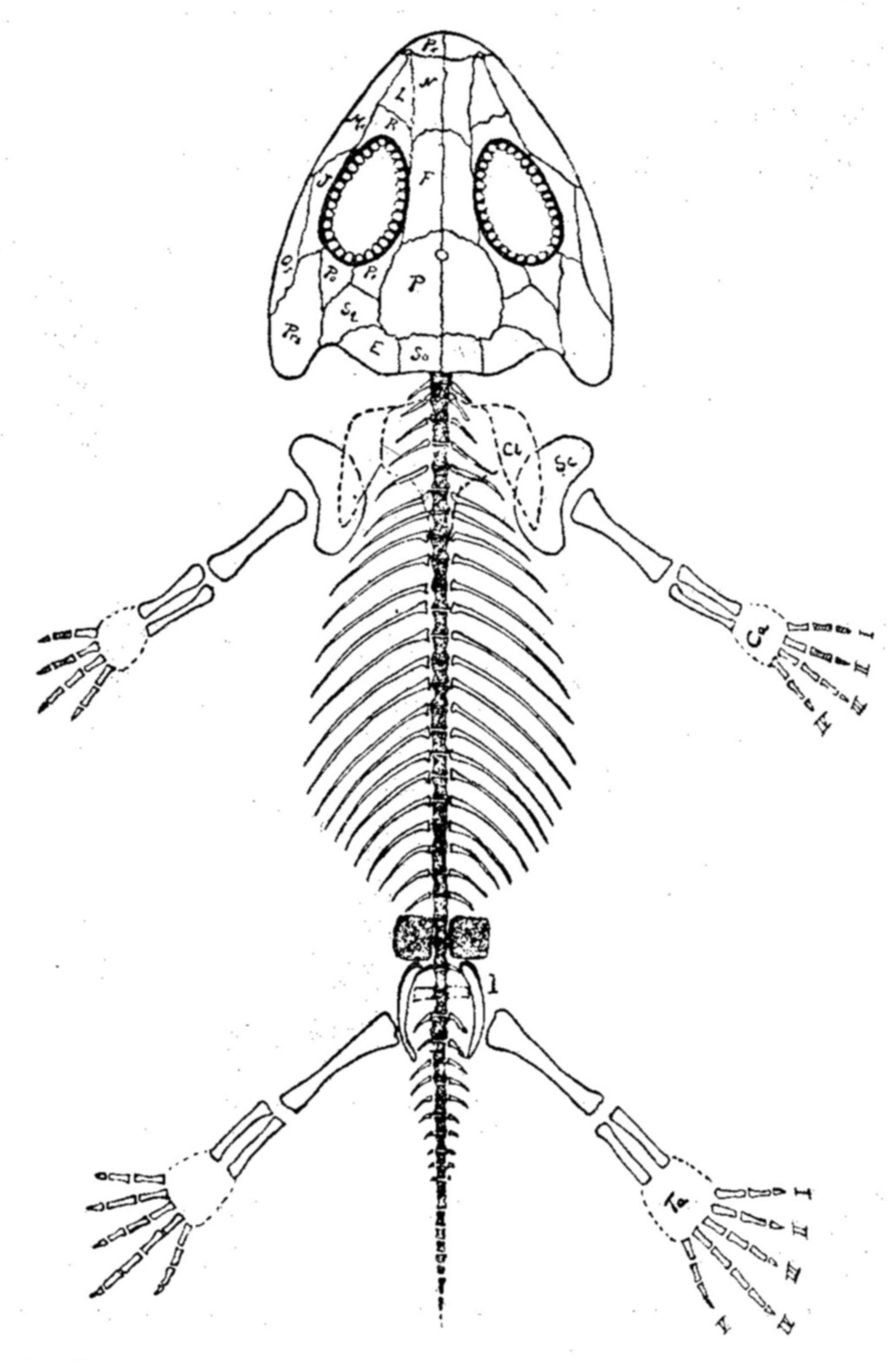
Ricostruzione dello scheletro di Amphibamus grandiceps

## Classificazione
L'anfibamo era un primitivo rappresentante dei dissorofoidi (Dissorophoidea), un gruppo di anfibi temnospondili dalle spiccate abitudini terrestri. Al contrario di gran parte dei dissorofoidi, però, l'anfibamo era sostanzialmente sprovvisto di una corazza e le sue dimensioni erano piuttosto ridotte. Molte caratteristiche dell'anfibamo hanno portato gli scienziati a considerarlo un possibile antenato delle rane attuali. Spesso è classificato in una famiglia a sé stante, quella degli Amphibamidae. La specie tipo è  A. grandiceps. Un'altra specie ben nota è A. lyelli; quest'ultima tuttavia è stata riclassificata in un altro genere di anfibamidi, Platyrhinops.

## Paleobiologia

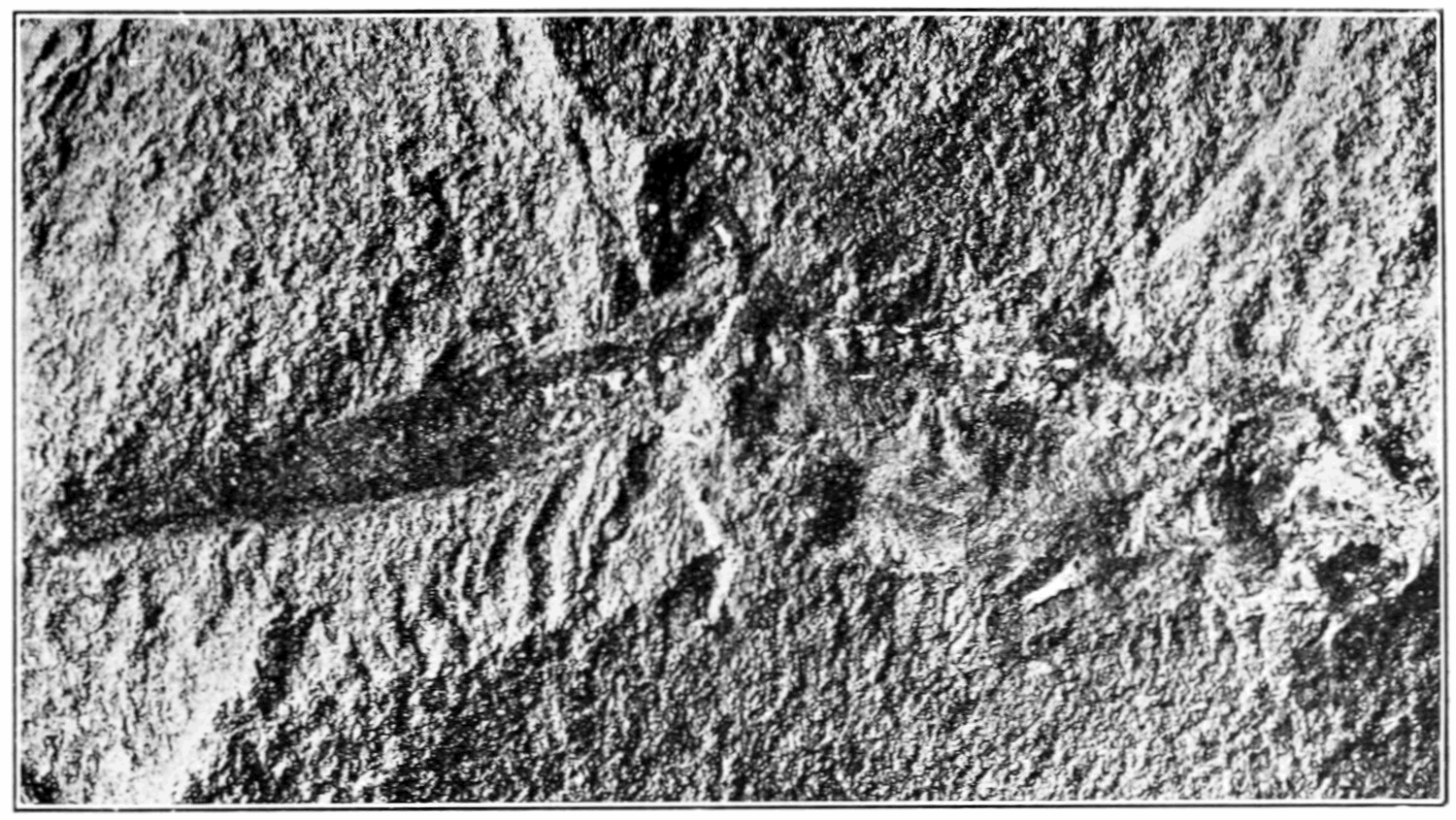
Fossile di Amphibamus grandiceps (= Micrerpeton caudatum)

A causa delle proporzioni del corpo, è probabile che l'anfibamo fosse un animale più acquatico rispetto agli altri dissorofoidi, ma è anche possibile che passasse gran parte del suo tempo tra i resti delle piante alla caccia di piccoli invertebrati. Numerosi resti di anfibamo sono stati ritrovati nei ben noti giacimenti carboniferi di Linton (Ohio), Mazon Creek (Illinois) e Nýřany (Repubblica Ceca).